# 张惜阴
张惜阴（1926年1月30日—2018年11月22日），女，江苏无锡人，中国妇产科学家，曾任上海医科大学教授、博士生导师。